# Вальехо, Эрнесто
Эрнесто Фаусто Вальехо (исп. Ernesto Fausto Vallejo; 19 декабря 1909 — 10 февраля 1945) — филиппинский скрипач. Брат актрисы Фели Вальехо.
С ранних лет учился музыке у своего отца, дирижировавшего любительским оркестром. В отрочестве об игре Вальехо отзывались с восторгом Миша Эльман и Мишель Пиастро. В 1923 г. на государственную стипендию и дополнительные средства филиппинского благотворителя Аристона Баутисты юный Вальехо отправился учиться в Нью-Йорк, где на протяжении нескольких лет брал частные уроки у Франца Кнайзеля. Юный музыкант дал несколько концертов, в том числе выступил в Белом доме перед президентом Кулиджем и перед генералом Макартуром в его поместье. С 1926 г., после смерти Кнайзеля, занимался под руководством Саши Якобсена. В 1929 г. дал прощальный концерт в нью-йоркском Таун-холле, исполнив сочинения Э. Лало и И. Брамса, и отправился на родину, по дороге дав ещё по концерту в Шанхае и Гонконге.
На Филиппинах Вальехо концертировал как солист (обычно вместе с пианистом Хулио Эстебаном), выступал как концертмейстер Манильского симфонического оркестра, преподавал в консерватории Университета Филиппин.
После оккупации Филиппин Японией в ходе Второй мировой войны уехал в поисках более спокойной обстановки в провинциальный город Танауан. Был убит вместе с женой и тремя детьми в ходе карательного рейда японских солдат в отместку за выступления партизан в окрестностях города.